# Muraena augusti
Muraena augusti  (лат.) — вид лучепёрых рыб из семейства муреновых, обитающий в субтропических регионах северо-восточной части центральной Атлантики.

## Описание
Muraena augusti достигает в длину 90 см  и массы 1,7 кг. Окраска тела пурпурно-чёрного цвета с маленькими, находящимися на большом расстоянии друг от друга светлыми пятнами на теле и плавниках. Глаза белого цвета. Она отличается от европейской мурены (Muraena helena) окраской, немного более длинным рылом и меньшим количеством позвонков.

## Распространение
Вид обитает у островов Макаронезии и является эндемиком этих мест.

## Образ жизни
Muraena augusti населяет скалистые и каменистые морские глубины у побережья до глубины 250 м, чаще, однако, до глубины 50 м. Это территориальная рыба, ведущая ночной образ жизни. 

## Размножение
Сезон размножения на Канарских островах длится с мая по октябрь, его пик приходится на август. Половой зрелости рыбы достигают примерно к 5 годам при длине тела 56 см.